# Château de Tour-en-Bessin
Le château de Tour-en-Bessin aussi appelé plus simplement château de Tour est un édifice situé sur le territoire de la commune de Tour-en-Bessin dans le département français du Calvados.

## Localisation
Le monument est situé dans le département français du Calvados, à Tour-en-Bessin, sur la route nationale 13.

## Historique
Le château date du XVIIIe siècle, vers 1745-1750,.
Après avoir été édifié pour la famille Le Rossignol de Doublemont, Robert-Pierre Le Rossignol de Doublemont qui en est le constructeur y décède le 14 août 1785, le lieu appartient à la famille du comte d'Albignac sous la Révolution française.
Sous le Second Empire, le parc est profondément modifié.
Certains éléments du château font l'objet d'une inscription comme monument historique depuis le 31 août 1967 : les façades et les toitures, le salon avec ses boiseries, l'allée du parc dans l'axe principal du château.

## Description
Le château est construit en style Louis XV. La façade possède un fronton qui porte des armoiries. Le salon comporte des dessus-de-porte et des boiseries d'époque Louis XV. 
Les modifications apportées au XIXe siècle au parc en ont fait un parc à l'anglaise.